# Glomus cuneatum
Glomus cuneatum är en svampart som beskrevs av McGee & A. Cooper 2002. Glomus cuneatum ingår i släktet Glomus och familjen Glomeraceae.   Inga underarter finns listade i Catalogue of Life.